# Virgen de la Soterraña (Santa María la Real de Nieva)
La Virgen de la Soterraña es una advocación mariana católica venerada en la iglesia a la que da nombre de Santa María la Real de Nieva (Segovia). El nombre de esta Virgen procede de un término del castellano antiguo que significa «subterránea», por haber sido encontrada su imagen enterrada a finales del siglo XIV en una cueva de la colina del entonces término municipal de Nieva.
El hallazgo de la imagen fue considerado milagroso lo que motivó que la reina Catalina de Lancáster mandara construir un santuario en el lugar donde fue encontrada, y posteriormente se erigiera allí un monasterio y se fundara la villa de Santa María la Real de Nieva a su alrededor, de nuevo con el patrocinio de la reina Catalina, que proclamó al nuevo pueblo villa exenta concediendo un gran número de privilegios a los que se allí se asentaran. La fama de milagrosa de la Soterraña se extendió rápidamente en la época haciendo que empezara a ser venerada en otros pueblos de Castilla, y también fuera de sus fronteras. La reina Blanca I de Navarra también se hizo devota de la Virgen de la Soterraña por lo que mandó tallar reproducciones de la imagen y las llevó para que fueran veneradas en más de una veintena de localidades de su reino, donde se la conocería como Soterraña de Nieva o  Virgen de Nieva.

## Descripción
La antigüedad de la primera imagen no puede acreditarse por desconocerse su origen exacto y haberse quemado parcialmente, no obstante, don Pedro Fernández de Monjaraz, en su Historia panegírica de la aparición de esta Santa Imagen, en el capítulo XVIII del primer tomo, especula que fue traída desde Tierra Santa por San Hieroteo a quien supone primer obispo de Segovia, aunque otros autores discrepan de la estancia de San Hieroteo en Segovia, entre ellos el padre Flórez. Lo único que puede asegurarse es que era anterior a 1392, fecha en la que fue encontrada.

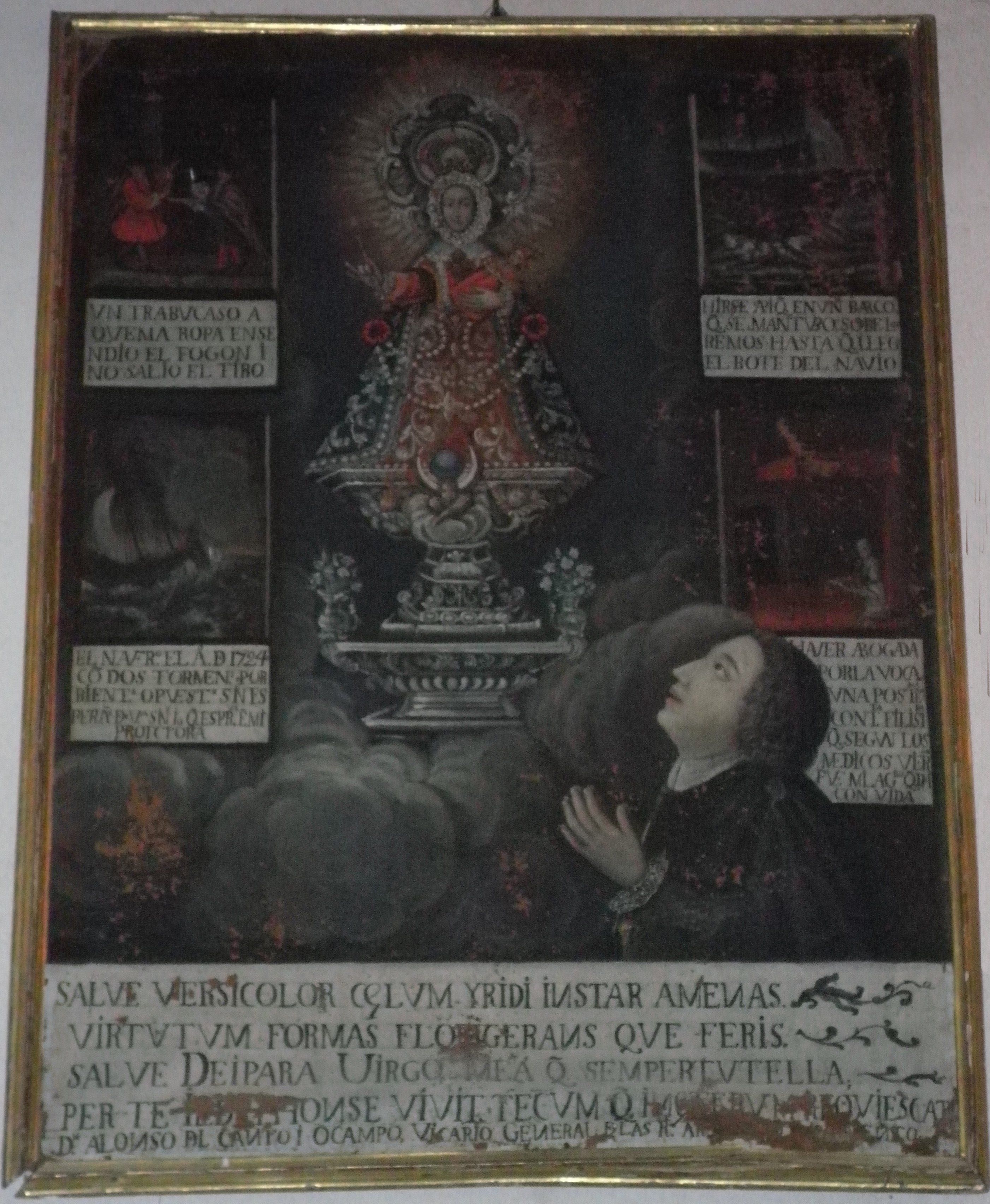
Cuadro con una representación de la Soterraña del.

Aunque el padre Antonio Miguel Yurami, máximo historiador en lo relativo al origen de Santa María y su imagen, por formar parte de la congregación dominica a quien fue dedicada la imagen, conoció y describió la talla original, esta descripción que Fernández Monjaraz aporta en un documento fechado el 16 de diciembre de 1624 de la imagen es la más completa:

A 16 de diciembre del año mil y seiscientos y veinte y quatro vimos algunos frailes esta Santa Imagen, que para mejorarla de vestido, la descubró con mucha reverencia y decencia nuestro muy reverendo padre provincial Frai Juan de Berrio; es de madera, y no se puede conocer que madera sea, por el barniz que tiene; es de escultura, labrado todo el cuerpo, con poca curiosidad; más el Rostro es hermoso, algo moreno, puede ser de la mucha antigüedad; la nariz aguileña, bien sacada, derecha, y muy bien proporcionada; las manecitas también en buena proporción, ni muy llenas ni muy flacas. El rostro no es redondo sino que es más largo que ancho; está sentada; los pies estriban como en un estradillo, y representa el assiento más de escaño que de silla; las manos salían poco del cuerpo a fuera, sin verse braços, que los que aora tiene son postizos; más no lo eran las manos, que por averse gastado mucho las tenía envueltas en un lieço guardadas, y escondidas en el pecho. Desde la cabeça a los pies tiene media vara y un dozavo; sale del lado izquierdo un Niño, no sentado, ni torcido, sino es derecho; mas ladeado un poco como que se reclina, o inclina al braço, con una tunicela desde el cuello hasta abaxo; tiene todo él una quarta escasa; el color de la tunicela es colorado; parece también postizo como el azul de la tunicela, que de cuello a pies tiene la Madre con un poco de colorado a un lado; en baxo un manteo o saya debaxo de otra saya.

Un incendio en el año 1900 quemó parcialmente la talla de la virgen, que fue reconstruida por el escultor segoviano Aniceto Marinas, conservando los restos de la original en el interior de la nueva, siendo esta talla la que se puede ver actualmente en el altar.

## Aparición y leyenda
Después de la invasión árabe de Hispania y derrotado el ejército visigodo, las huestes sarracenas prosiguieron con rapidez conquistando las ciudades y profanando los templos sagrados, muchos de los cuales convirtieron luego en mezquitas, quemando lo que no les interesaba. Muchas imágenes fueron llevadas desde Andalucía hasta Asturias y otras enterradas en despoblados para protegerlas de la profanación, así como otras reliquias. Con este pensamiento se ocultaron las imágenes de vírgenes como la de Montserrat, Peña de Francia, Atocha, Almudena, entre otras.  Es singular lo que se hizo en Segovia con Nuestra Señora de la Fuencisla. Fue escondida en la que fue parroquia de san Gil y pusieron un pergamino en el que se leía:

Dommus Sacarus beneficiatus huius almae eclesiae segoviensis hanc tulit imagenem B.S Marie de Rupe supra fontes ubi erat in via, et cum aliis abscondit in ista ecclesia.

Don Sácaro beneficiado de esta santa iglesia de Segovia tomó esta imagen de Santa María de la Peña sobre las fuentes [hoy la Fuencisla] en donde estaba en el camino, y con otras la escondió en esta iglesia.

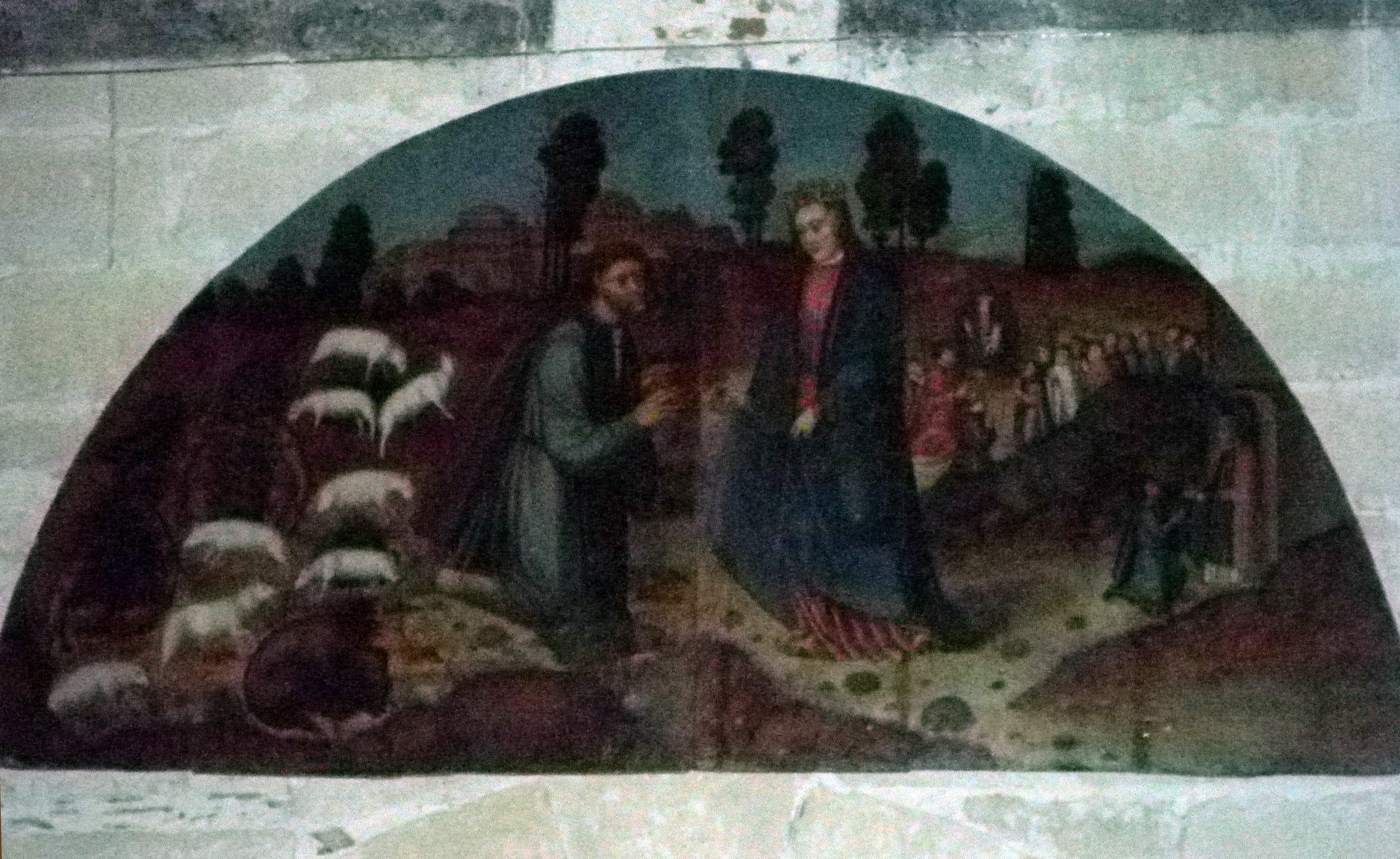
Pintura que representa la aparición de la Soterraña.

Probablemente también fue el caso de la Soterraña. Con este mismo cuidado posiblemente el sacerdote de Nieva, u otro pueblo circundante, tomó la imagen de la Virgen y la enterró en sitio despoblado, alejado del pueblo, poco más de un kilómetro, en un pequeño monte pizarroso y con idea de sacarla cuando hubiera pasado el peligro. Pero los secretos que lo son de pocos, y con la precipitación de la huida hizo que a sus muertes quedara olvidada en las mentes de sus feligreses.
Cuenta la tradición que en el año 1392 la Virgen María se le apareció a Pedro Amador Vázquez. Hijo de Juan Amador y María Vázquez, había nacido en Pozal de Gallinas (Valladolid) de familia humilde, al quedar huérfano emigró a Nieva donde María Crespo le tomó a su servicio para que cuidara de su rebaño de ovejas. Todas las mañanas las llevaba a pastar al pizarral donde se alimentaban con las pequeñas hierbas y el tomillo que salía entre aquellas pizarras, y al atardecer las volvía a Nieva para su descanso. Una mañana de septiembre de ese mismo año estando con sus ovejas y en oración, se le apareció la virgen María encomendándole la misión de ir a Segovia e informar al señor obispo, por aquel entonces don Alonso de Frías, que viniera a desenterrar una imagen suya que allí se encontraba y levantara un altar en el lugar. 

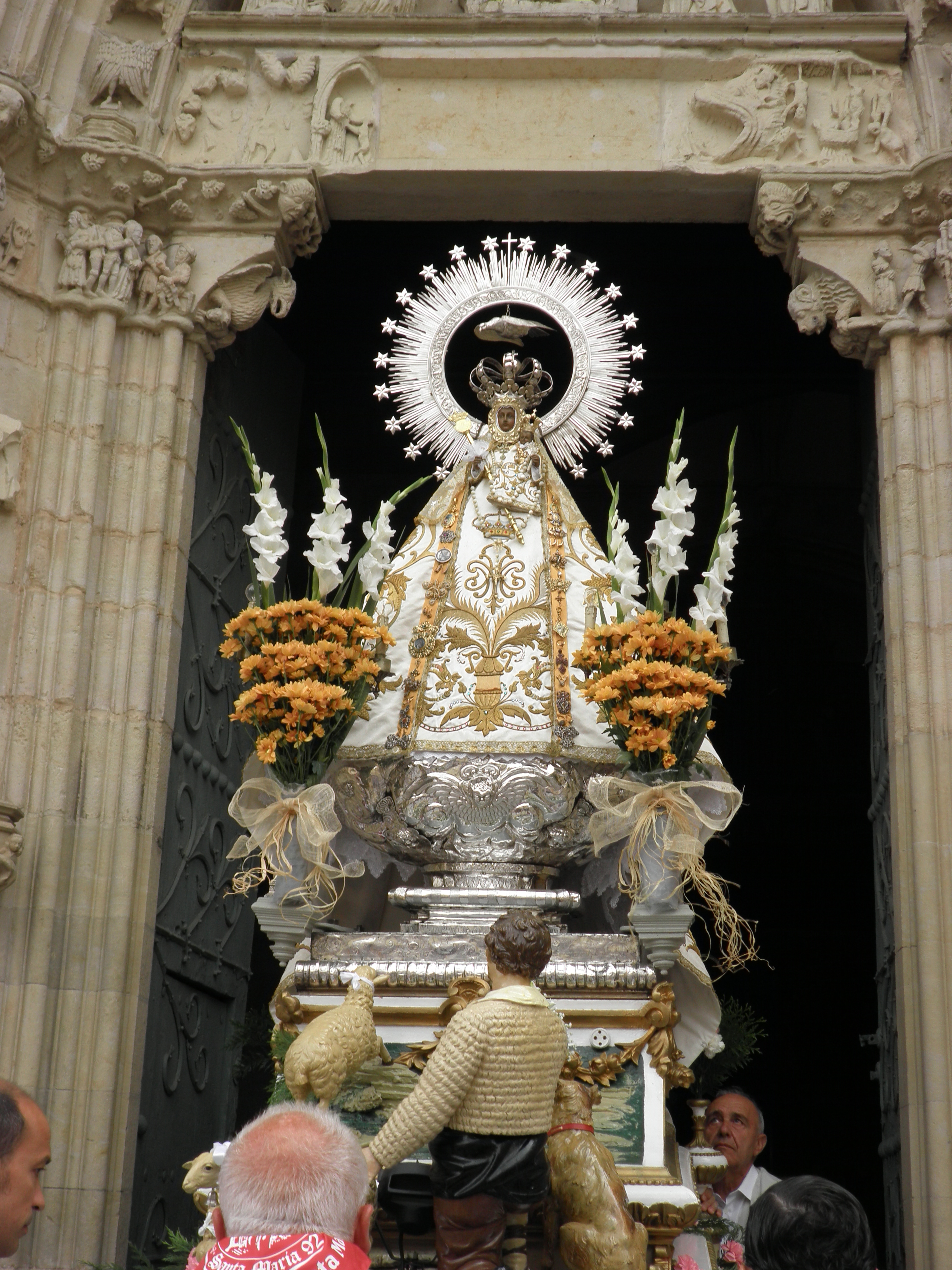
Salida de la imagen de la iglesia en su carro procesional que representa la aparición.

Antes de partir a tal misión, la Señora mandó a Pedro que golpeara en el suelo con su cayado y al instante brotó agua para calmar la sed de sus ovejas. En la actualidad existe el lugar denominado Fuente Santa. Mientras la Señora cuidaba de su ganado Pedro partió hacia Segovia a cumplir la misión encomendada. 
Al llegar al palacio episcopal, la guardia del obispo no solo le trató de loco, sino que le propinaron cachetes y se reían de él. Tal alboroto llegó a los oídos del obispo que al personarse y tras escuchar las explicaciones del aturdido pastor y dudando de la veracidad de sus palabras le despachó diciendo que pidiera a la Señora una prueba digna de crédito. 
Desconsolado el pastor regresó al lugar donde había dejado sus ovejas y de nuevo se le volvió a aparecer la Virgen. Él refirió su calvario y recomendó enviara a otra persona con más capacidad a tal empresa, no obstante le dijo que debería ser él y le daría una señal para que le creyeran. Le mandó tomar una pizarrita en forma de cruz, indicándole que nadie podría despegársela de las manos a no ser su Eminencia. Con tal muestra se volvió a presentar en Segovia, sin que faltaran las mofas a su llegada a palacio. Y por más intentos que hicieron ninguno pudo arrebatar de sus manos la reliquia. Don Alonso se la tomó sin dificultad y volvió a depositarla en la mano del pastor, instando a sus vasallos a volver a intentar quitársela, lo que no consiguieron como la primera vez.

## Historia

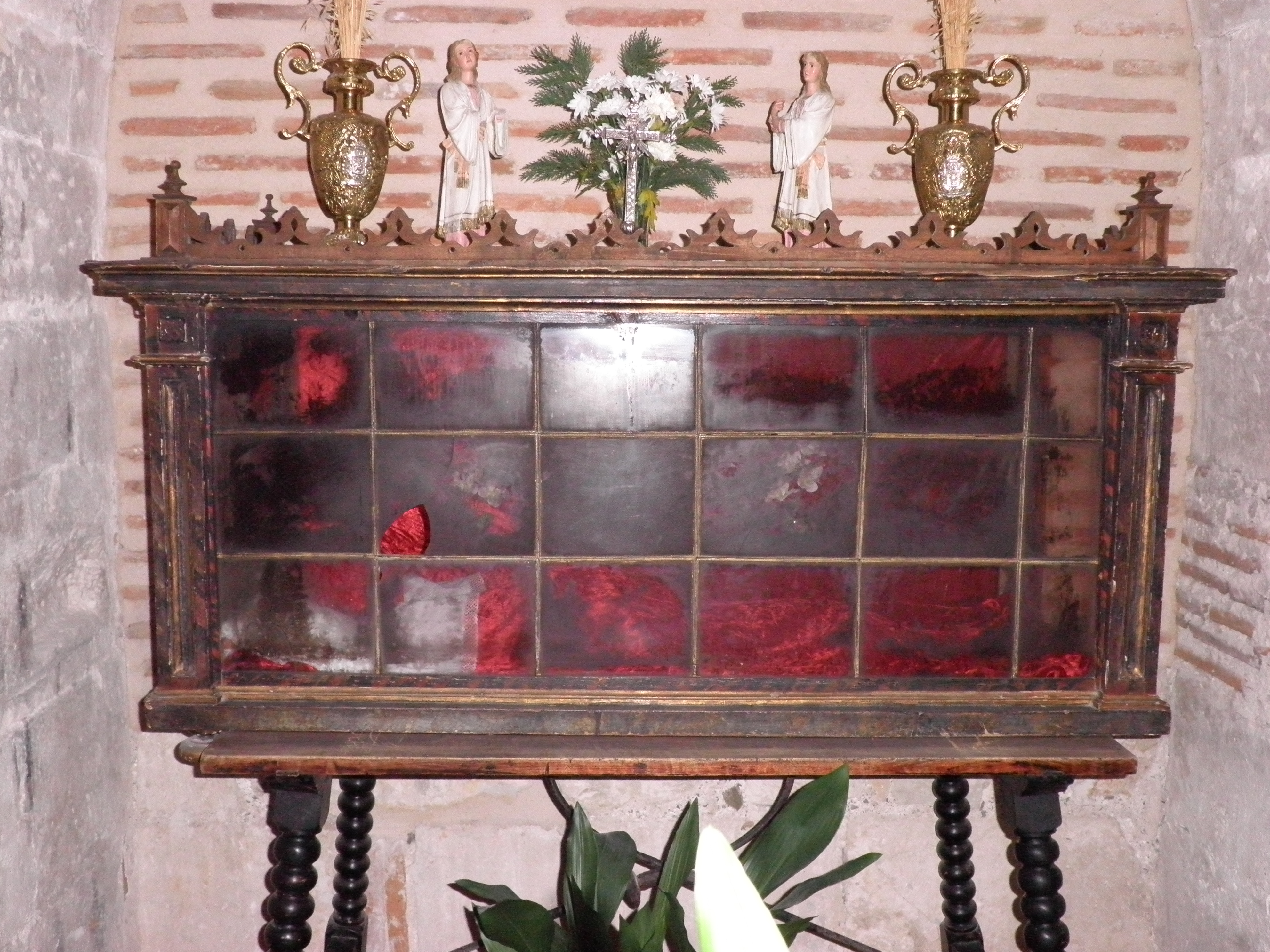
Sepulcro de Pedro Amador en el interior de la iglesia.

Ante tal hecho, el 9 de septiembre de 1392, el obispo acompañado de familiares, nobles caballeros, clérigos y gente diversa se dirigió al lugar guiado por Pedro Amador. Al llegar Pedro les indicó el lugar donde encontrarían la imagen de la Señora y empezaron a excavar con las manos. Al no encontrar nada empezó a cundir el desánimo, hasta que localizaron una pizarra mayor que las otras, que una vez separada, descubrió un pequeño pozo con un pequeño túnel donde estaba la imagen. Con sumo cuidado la depositaron en un pequeño pedestal de aquella piedra y encendieron velas a su alrededor. A partir de aquella fecha Pedro Amador no se separó de la llamada desde entonces Virgen de la Soterraña, quedando como santero y morador del pizarral.
El obispo don Alonso regresó a Segovia con todo su acompañamiento y pronto se propagó por todo el reino los sucesos acaecidos. Allí el obispo se apresuró a informar a la reina, Catalina de Lancáster, que se encontraba a la sazón en el Alcázar de Segovia, sobre lo ocurrido en el término de Nieva, y acompañada de nobles y caballeros se encaminó al lugar de la aparición y viendo a multitud de gentes agolpadas en tan pobre lugar, mandó sufragar a sus expensas la edificación de un templo para acoger la imagen, y mientras esto fuera posible, construir una pequeña ermita bajo la advocación de santa Ana, y una hospedería para acoger a los muchos peregrinos que iban llegando. 

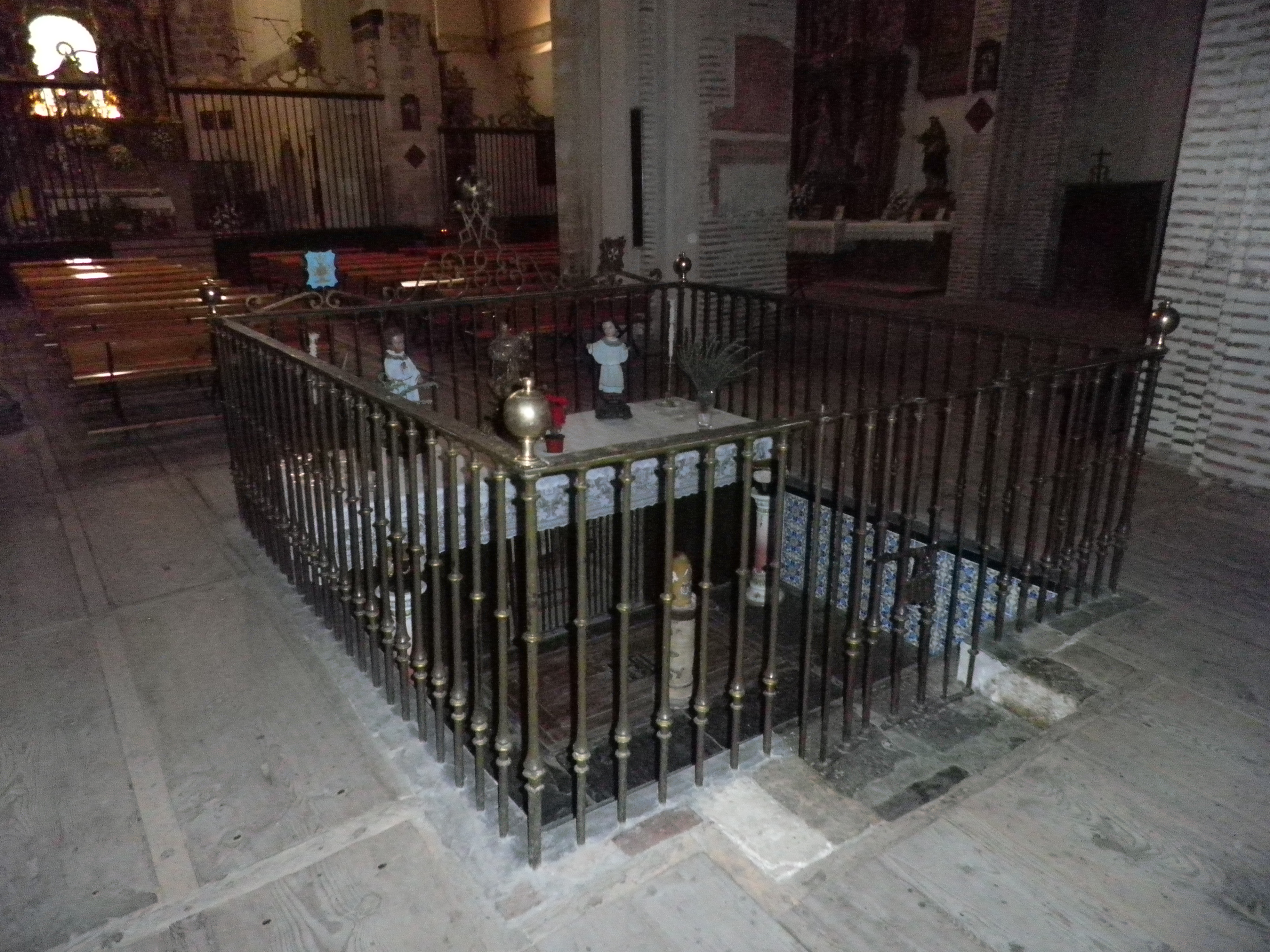
Cueva donde se encontró la Soterraña alrededor de la cual se edificó el templo.

La villa de Santa María la Real de Nieva fue fundada tres años más tarde, en 1395, por el rey Enrique III y su esposa, y el santuario fue ampliado a monasterio. En el año 1399 la reina Catalina de Lancaster hizo donación del monasterio y la imagen a la orden dominica para su custodia y culto.
Cabe destacar la devoción que tenía por la Soterraña la reina doña Blanca de Navarra, que mandó tallar imágenes semejantes a la encontrada y que se distribuyeran por más de una veintena de pueblos de su reino, donde figuran en la actualidad como patrona con el nombre de Soterraña de Nieva, Virgen de Nieva o Virgen de la Nieva. Casualmente la reina falleció durante una visita al monasterio de Nuestra Señora de la Soterraña y fue enterrada en el altar mayor de su iglesia en abril de 1441.
Muchos son los milagros que la tradición atribuye a la imagen encontrada desde los primeros días de su aparición, y en especial fue considerada como «abogada de rayos y centellas».

## Fiestas patronales

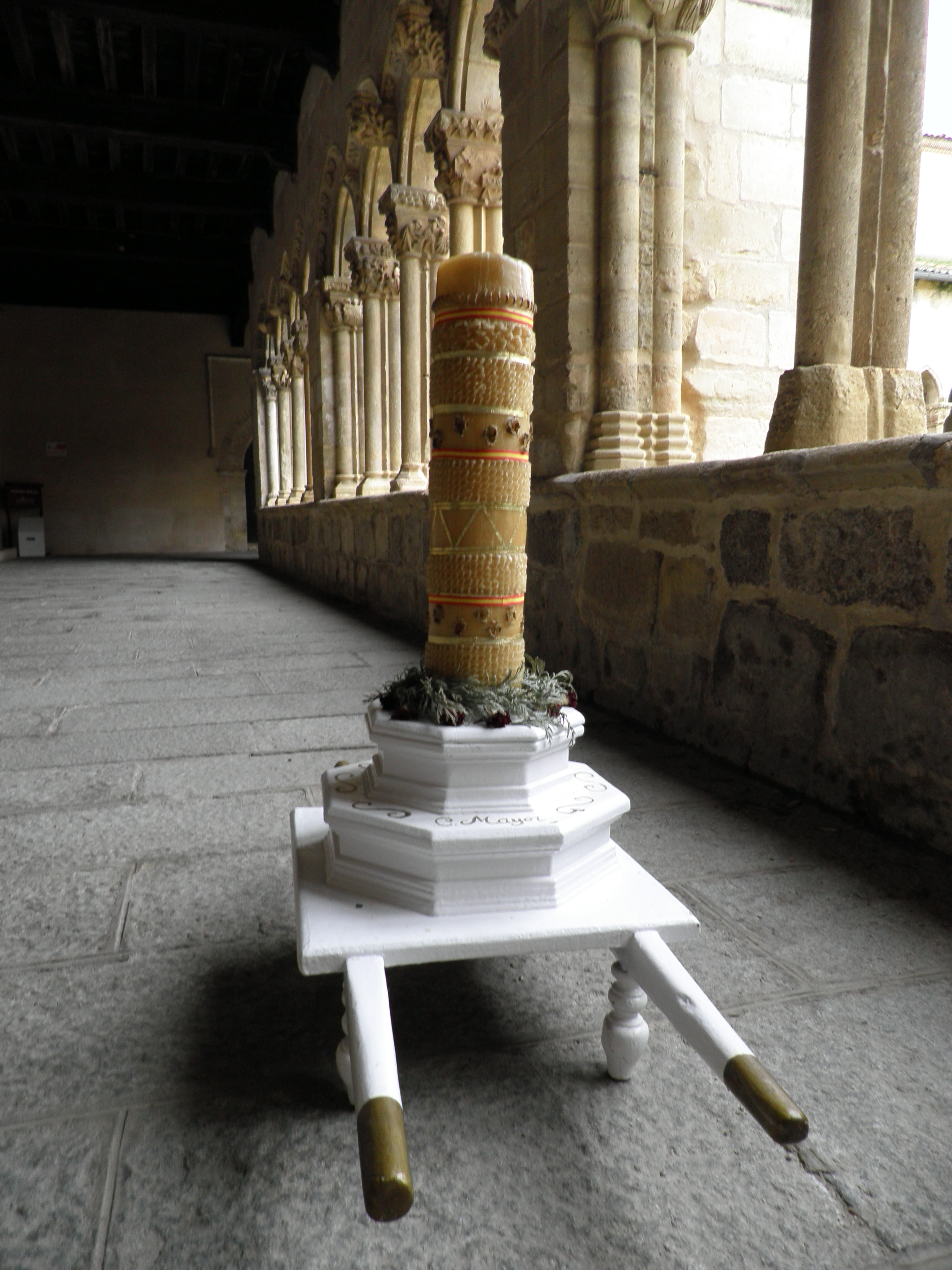
Típico cirio ofrecido en la fiesta.

Las fiestas patronales en honor de la Virgen de la Soterraña se celebran del 6 al 11 de septiembre en Santa María la Real de Nieva.

### Los cirios
Al atardecer del día 7 de septiembre se celebra la fiesta de los cirios. En ella las cuatro calles principales del pueblo (antes eran seis): Segovia, Miguel Ibáñez, Mayor y Ochando, ofrecen a la Virgen un gran cirio decorado. Las ofrendas se hacen por turnos. Los vecinos en pasacalle, acompañados de la banda, van a buscar los cirios sucesivamente. Éstos se encuentran frente a la casa de las pedidoras de cada calle. Las pedidoras son las encargadas de pedir dinero entre los parroquianos, ataviadas con el traje regional segoviano, para sufragar los gastos de la virgen y la iglesia. Frente a su casa la pedidora y sus familiares obsequian a los asistentes con sangría y pastas. Entonces se recoge el cirio y se lleva a la iglesia igualmente en pasacalle. Al llegar a la iglesia, donde espera a cada cirio el sacerdote en la puerta, la pedidora lo ofrecerá a la virgen cantándole unas cuartetas de estilo mozárabe acompañadas con una pandereta. Finalizado el rito se acude a buscar el siguiente cirio y se repite la ceremonia, menos en el último cirio, el de la calle Ochando, que a diferencia de los anterior sale de la ermita de la fuente santa y va acompañado de dulzainas que interpretan jotas que los acompañantes bailan en el trayecto y el interior de la iglesia hasta que empieza su ofrenda. Y termina el rito entonando todos los asistentes una Salve.

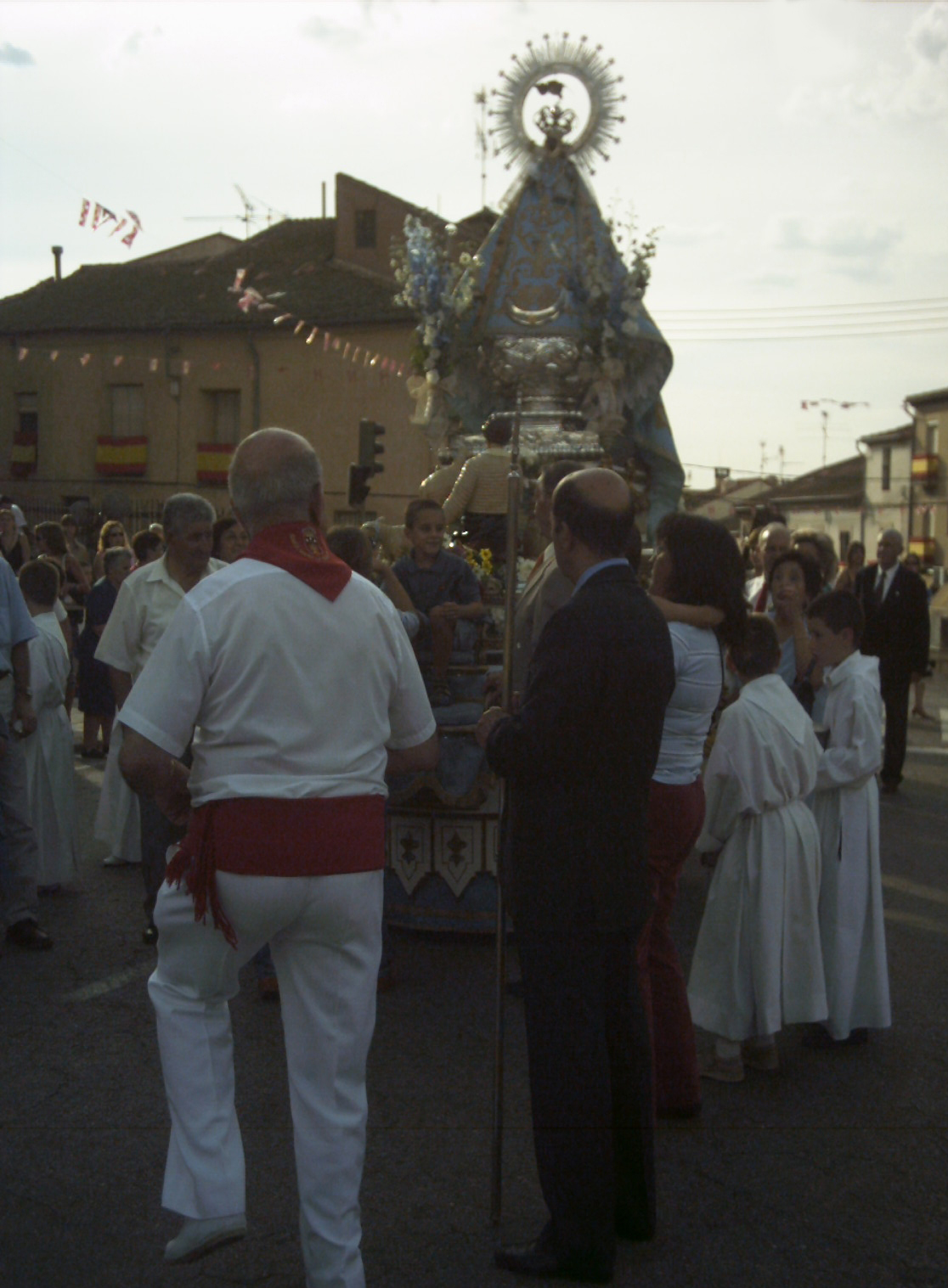
Procesión de la Soterraña.

### Fiesta mayor
La fiesta de la patrona es el día 8 de septiembre. La fiesta empieza al amanecer con cohetes y un pasacalles de la banda que recorre las calles para despertar al pueblo acompañada de los jóvenes de la localidad, que suelen haber pasado la noche en vela, y que contribuyen a la labor con sus petardos. Terminan en la plaza Mayor con el denominado baile de las brujas. Llamado así porque antaño era donde las criadas, recién levantadas y mal vestidas, aprovechaban para disfrutar de la fiesta y bailar antes de que se levantaran sus señores. 
Al iniciarse la tarde se saca en procesión a la Virgen, rodeando la plaza Mayor y recorriendo toda la calle de la Media Luna hasta llegar de nuevo a la iglesia. Esta procesión es especial porque los varones del pueblo, vestidos de blanco con faja y pañuelo rojo, harán todo el recorrido bailando jotas frente a la Virgen. La procesión entra en el templo por la puerta del Perdón, que solo se abre durante las fiestas, y los asistentes bailan jotas también en el interior de la iglesia hasta que la imagen vuelve a ser colocada en el altar.